# Сельское поселение Никитинка
Сельское поселение Никитинка — муниципальное образование в Елховском районе Самарской области.
Административный центр — село Никитинка.

## Административное устройство
В состав сельского поселения Никитинка входят:
- село Никитинка,
- село Знаменка,
- село Тукшум,
- посёлок Зеленогорский,
- посёлок Зорьки,
- деревня Горностаевка.